# L'ENA hors les murs
L'ENA hors les murs est un magazine mensuel français édité depuis 1946 par l'Association des anciens élèves de l'École nationale d'administration, puis par SeRViR, association des alumni de l'École nationale d'administration et de l'Institut national du service public. 

## Historique
Ce mensuel est créé en 1946 par d'anciens résistants, élèves de la promotion France-Combattante. Il s'est appelé successivement Promotions (1946-1984), ENA mensuel (1985-2003), puis L'ENA hors les murs (depuis 2004). 
L'ENA hors les murs aborde des sujets de société avec le témoignage de personnalités compétentes au travers d'un dossier et d'articles d'actualité sur l'Europe, les entreprises, le service public, la vie dans les régions. Le magazine informe également les membres de l'AAEENA des activités de l'association et de ses sections. Enfin, la rubrique temps libre, permet d'évoquer ou de commenter une exposition, un challenge sportif et même un vin.

## Direction
Arnaud Teyssier (1992) est le directeur de la publication, Karim-Émile Bitar (1999) celui de la rédaction.